# Grand-Prix-Saison 1922

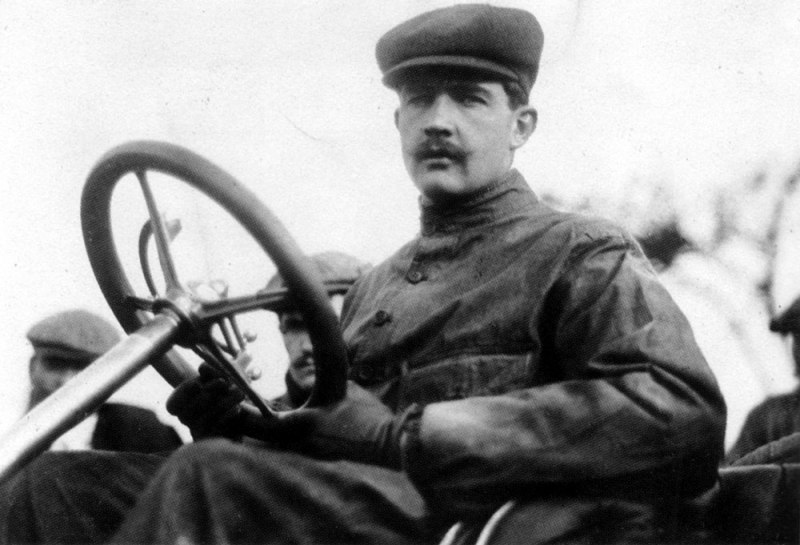
Sieger beim Großen Preis von Frankreich: Felice Nazzaro, hier 1907.

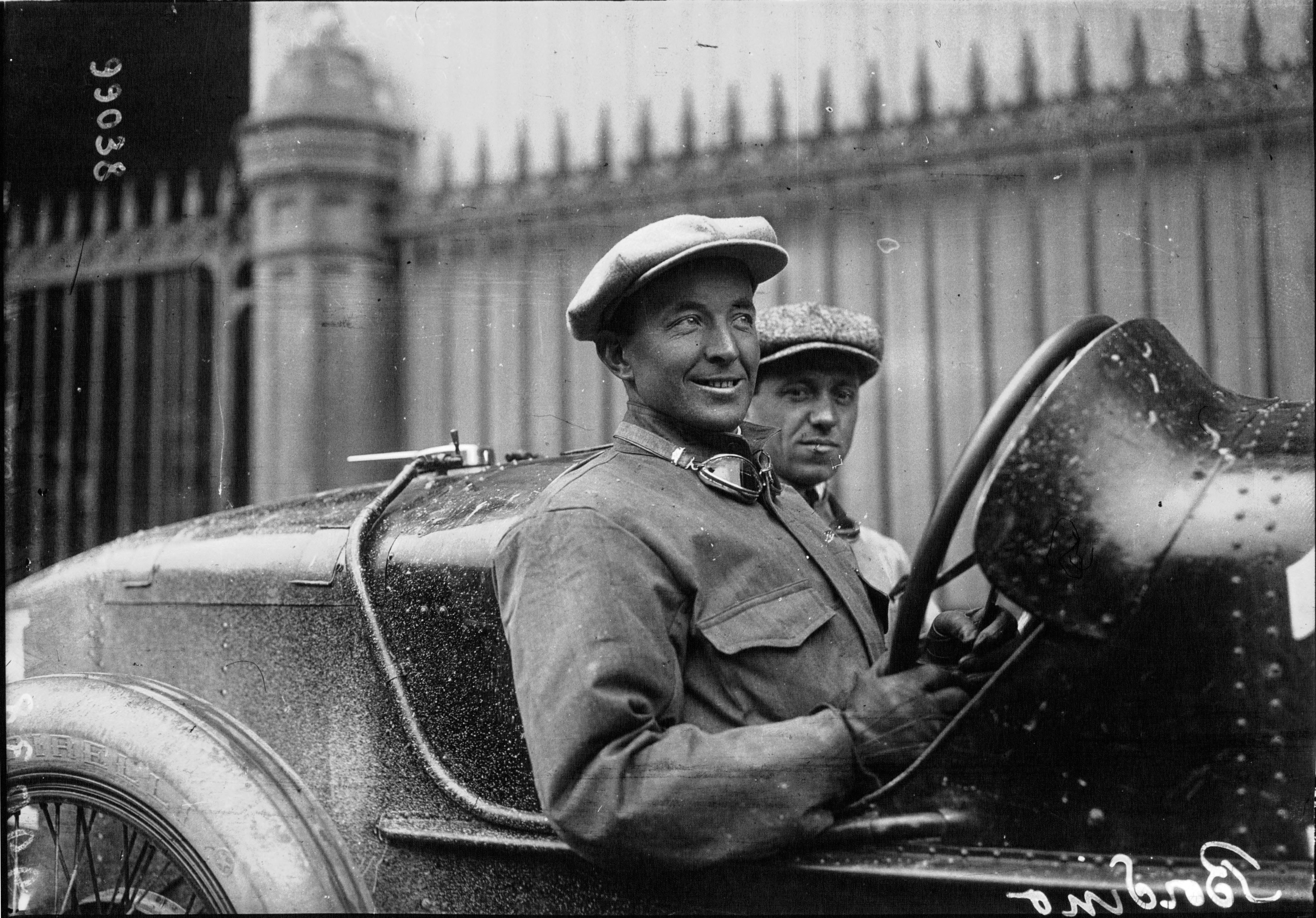
Erster in Italien: Pietro Bordino, hier im Fiat 804 beim Großen Preis von Frankreich 1922.

In der Grand-Prix-Saison 1922 wurden mit dem Großen Preis von Frankreich, offiziell Grand Prix de l’ACF, auf dem Circuit de Strasbourg um Duppigheim bei Straßburg sowie dem Großen Preis von Italien auf dem Autodromo di Monza nördlich von Mailand zwei Internationale Grands Prix ausgetragen.
Daneben wurden – zumeist in Italien – weitere bedeutende Rennen veranstaltet, darunter die Targa Florio auf Sizilien und die Coppa Montenero in Livorno. Auch das prestigereiche Indianapolis 500 in den USA fand statt.

## Saisonverlauf
Mit der vom Internationalen Automobilverband AIACR für 1922 verabschiedeten neuen Grand-Prix-Formel wurde die kurze Phase der gegenseitigen Startmöglichkeiten in Europa und den Vereinigten Staaten nach nur einem Jahr wieder beendet. Während für die Rennen in Indianapolis die bisherige 3-Liter-Formel fortgalt, wurde für Grand-Prix-Wagen der Hubraum nun auf 2 Liter bei einem Mindestgewicht von 650 kg deutlich abgesenkt. Zusätzlich wurde ein maximaler Überhang des Wagenhecks von 150 cm ab der Hinterachse festgeschrieben, um extrem ausladende Stromlinienformen zu verhindern.
Für die am Grand-Prix-Sport beteiligten Automobilhersteller bedeutete dies, dass sie sich von den bis dahin vorherrschenden langhubigen Motorenkonstruktionen endgültig verabschieden und neue Modelle für die Saison herausbringen mussten. Mit Abstand am erfolgreichsten erwies sich dabei das Entwicklungsteam von Fiat um den Ingenieur Giulio Cesare Cappa. Der Reihensechszylinder im neuen Modell 804 kam mit seinen hemisphärisch geformten Brennräumen, geschweißten Zylindern und der siebenfach gelagerten Kurbelwelle auf bis dahin unerreichte Leistungswerte von um die 50 PS pro Liter Hubraum (anfangs 95 PS bei Drehzahlen um 6000 Umdrehungen pro Minute, die im Verlauf der Modellkarriere sogar noch auf 112 PS gesteigert werden konnten).
Auf Achtzylinder-Konstruktionen setzten dagegen Rolland-Pilain – deren Motoren zunächst sogar desmodromische Ventilsteuerung besaßen, die aber wegen mangelhafter Zuverlässigkeit dann doch wieder auf konventionelle Ventile zurückgerüstet wurden – und auch Neuling Bugatti. Das im elsässischen Molsheim beheimatete Werk war bis dahin hauptsächlich mit leichteren Wagen in Erscheinung getreten, wie z. B. im Vorjahr beim Sieg im Voiturette-Rennen in Brescia, und trat nun zu seinem Heimrennen – durch den Versailler Vertrag war das Elsass wieder an Frankreich angegliedert worden, zudem befand sich der Firmenstandort in unmittelbarer Nähe der Rennstrecke des französischen Grand Prix von 1922 – mit seinem ersten echten Grand-Prix-Modell Type 29 an, das mit einer Stromlinienkarosserie von zylindrischem Querschnitt und spitz zulaufendem Heck ausgestattet war. Eine ähnliche Formgebung wies nun auch das bereits für den Indianapolis-Einsatz von 1919 konstruierte Vierzylindermodell 2LS von Ballot auf, bei dem zylindrische Karosserieform auch zur Verkleidung der im Wagenbug angeordneten Reserveräder diente. Für Sunbeam hatte der von Ballot gewechselte Star-Konstrukteur Ernest Henry, Schöpfer der legendären Grand-Prix-Peugeots der Vorkriegszeit, einen Vierzylinder mit Vierventiltechnik entwickelt. Insgesamt war damit die Beteiligung von sechs namhaften Herstellern gegenüber dem Vorjahr ein großer Fortschritt, alle diese Konstruktionen waren jedoch bezüglich ihrer Motorleistung den Fiat bei weitem nicht gewachsen. Delage war zwar mit der Entwicklung des ersten Grand-Prix-Modells mit V12-Motor beschäftigt, das den Fiat hätte gefährlich werden können, jedoch erst in der nächsten Saison zum Einsatz kam. Auch Mercedes aus Deutschland hatte ursprünglich die Rückkehr auf die Grand-Prix-Bühne beabsichtigt, trat aber letztlich nur einmal, bei der Targa Florio in Erscheinung, wo zum ersten Mal auch zwei Wagen mit Kompressoraufladung eingesetzt wurden.
Eine der bemerkenswertesten Neuerungen der Saison war der Übergang zum Massenstart, der ab dem Grand Prix de l’ACF zur Anwendung kam. Auf dem neuen 13,39 km langen Rundkurs bei Strasbourg wurden zum ersten Mal in der Grand-Prix-Geschichte alle Teilnehmer gleichzeitig aus einer zuvor ausgelosten Startformation heraus auf die jetzt für Grand-Prix-Rennen einheitlich festgelegte 800 km lange Gesamtdistanz geschickt. Bis dahin waren solche Massenstarts allenfalls auf Rennbahnen, wie z. B. Indianapolis üblich gewesen. Von möglichen Überrundungen abgesehen war für die Zuschauer hierdurch der Stand des Rennens zu jedem Zeitpunkt nachvollziehbar geworden und der erste Teilnehmer im Ziel war auch automatisch der Sieger des Rennens. Jedoch konnte das auf diese Weise gewonnene neue Spannungselement bei diesem Rennen aber noch nicht wirklich ausgeschöpft werden, weil die Fiat-Rennwagen einfach zu drückend überlegen waren. Der Fiat-Sieg wurde aber kurz vor Rennende vom tödlichen Unfall von Biagio Nazzaro überschattet, an dessen Wagen aufgrund eines Konstruktionsfehlers bei hoher Geschwindigkeit die Hinterachse gebrochen war. Sein Onkel Felice Nazzaro konnte sich dagegen trotz ebenfalls gebrochener Achse mit beinahe einer Stunde Vorsprung zum letzten großen Erfolg seiner Karriere noch über die Ziellinie retten. Insgesamt kamen am Ende von den 15 gestarteten Teilnehmern ganze drei Wagen über die volle Distanz.
Der nachfolgende Große Preis von Italien fand 1922 erstmals auf der erst eine Woche vorher eröffneten neuen Monza-Rennbahn. Bei dieser 10 km langen Kombination aus einer Rennstrecke mit einem Hochgeschwindigkeitsoval handelte es sich um die erste und älteste permanente Anlage dieser Art, auf der Grand-Prix-Rennen stattgefunden haben, und die – bis auf einzelne Ausnahmen und unter mehrfachen Streckenänderungen – bis heute noch verwendet wird. Der Gran Premio d’Italia von 1922 ist damit auch der erste Grand Prix, der auf einer Rennstrecke mit durchgehend befestigtem Straßenbelag ausgetragen wurde.
Trotz einer an sich stattlichen Zahl von ursprünglich 39 Meldungen von 13 verschiedenen Teams – darunter mit Mercedes, Austro-Daimler und Heim erstmals nach dem Krieg auch wieder Fabrikate aus dem Deutschen Reich und Österreich – entwickelte sich auch dieses Rennen beinahe zur Farce. Nach der überwältigenden Machtdemonstration der Fiats beim französischen Grand Prix erkannte ein Hersteller nach dem anderen daraufhin die Aussichtslosigkeit des Unterfangens und ersparte sich die Kosten der Anreise. Als schließlich nach dem tödlichen Trainingsunfall von Gregor Kuhn auch das Austro-Daimler-Team zurückgezogen hatte, blieb als einziger halbwegs ernstzunehmender Gegner der drei Fiat-Rennwagen nur noch ein einsamer Bugatti übrig. Von insgesamt acht gestarteten Teilnehmern überstanden am Ende erneut nur ganze drei das Rennen, Sieger Pietro Bordino auf Fiat mit zwei Runden Vorsprung auf seinen Teamkollegen Felice Nazzaro vor dem weitere zwei Runden zurückliegenden Bugatti von Pierre de Vizcaya. Es handelte sich damit auch um das erste Rennen der Grand-Prix-Geschichte, bei dem nach der Zieldurchfahrt des Siegers auch alle weiteren im Rennen verbliebenen Teilnehmer unmittelbar abgewunken wurden, auch wenn sie die vorgegebene Renndistanz bis dahin noch nicht vollständig absolviert hatten.

## Rennkalender

### Grandes Épreuves
|   | Datum  | Rennen                   | Strecke               | Sieger                | Statistik |
| - | ------ | ------------------------ | --------------------- | --------------------- | --------- |
| 1 | 16.07. | Großer Preis des ACF     | Circuit de Strasbourg | Felice Nazzaro (Fiat) | Statistik |
| 2 | 10.09. | Großer Preis von Italien | Autodromo di Monza    | Pietro Bordino (Fiat) | Statistik |

### Weitere Rennen
| Datum  | Rennen                         | Strecke                       | Sieger                              | Statistik |
| ------ | ------------------------------ | ----------------------------- | ----------------------------------- | --------- |
| 02.04. | Targa Florio                   | Medio circuito delle Madonie  | Giulio Masetti (Mercedes)           | Statistik |
| 30.05. | Indianapolis 500               | Indianapolis Motor Speedway   | Jimmy Murphy (Duesenberg-Miller)    | Statistik |
| 30.05. | Circuito di Sardegna           | Cagliari                      | Ernesto Ceirano (S.C.A.T.)          |           |
| 18.06. | Circuito del Mugello           | Circuito stradale del Mugello | Alfieri Maserati (Isotta Fraschini) |           |
| 22.06. | RAC Tourist Trophy             | Snaefell Mountain Course      | Jean Chassagne (Sunbeam)            | Statistik |
| 27.08. | Coppa Montenero                | Circuito di Montenero         | Carlo Masetti (Bugatti)             |           |
| 15.10. | Circuito del Garda             | Salò                          | Guido Meregalli (Diatto)            |           |
| 22.10. | Gran Premio d'Autunno di Monza | Autodromo di Monza            | André Dubonnet (Hispano-Suiza)      | Statistik |
| 19.11. | Coppa Florio                   | Medio circuito delle Madonie  | André Boillot (Peugeot)             |           |